# 1327
1327 (MCCCXXVII) fue un año común comenzado en jueves del calendario juliano.

## Acontecimientos
- 1 de febrero: Eduardo III asciende al trono de Inglaterra.
- 6 de abril: en la iglesia de Santa Clara de Asís, en Aviñón (sur de Francia), el poeta italiano Petrarca ve por primera vez a su amor idealizado, Laura.
- 28 de septiembre: en España se funda la villa de Ondarroa.
- En Europa se fabrican los primeros cañones.
- En Europa se fabrican los puentes prefabricados articulados.
- En Irak, el aventurero musulmán Ibn Battuta llega a Bagdad.
- Se establece la Carta Puebla que fomenta la repoblación de pueblos en España, con la fundación de pueblos como Trujillanos  Badajoz

## Fallecimientos
- Abril: Felipe de Castilla, infante castellano (n. 1292).
- 21 de septiembre: Eduardo II, rey de Inglaterra y señor de Irlanda (n. 1248).
- 27 de octubre: Isabel de Burgh, segunda esposa de Roberto I de Escocia (n. 1289)
- 2 de noviembre: Jaime II, rey aragonés (n. 1267).